# Mas de les Ànimes
El Mas de les Ànimes és una masia del municipi de Reus (Baix Camp) inclosa en l'Inventari del Patrimoni Arquitectònic de Catalunya.

## Descripció
És una edificació aïllada de planta rectangular, amb planta baixa, pis i golfes. La façana principal té composició simètrica amb la porta principal, el balcó central i dues finestres laterals a cada pis a més de les obertures de les golfes. La façana posterior presenta plens i buits desordenats, resultat de moltes reformes. Adossat a la façana nord-est hi ha una petita capella amb la façana lateral alineada amb la carretera d'Alcolea. A la façana principal hi ha una espadanya de ferro forjat amb una campana de bronze que conté inscripcions. El conjunt presenta les parets arrebossades i pintades, una coberta inclinada amb teula àrab ceràmica, les persianes són de llibret i les reixes tanquen les finestres de la planta baixa.
Hi ha altres cossos afegits a la casa principal, alineats amb la façana que organitzen una edificació contínua i llarga que ocupa tota l'illa, entre la carretera d'Alcolea i el carrer d'Apel·les Mestres, on avui hi ha l'entrada de la finca. Davant de la capella hi ha una bassa quadrada, adossada al mur que tanca la finca, que serveix per regar un hort plantat de pruneres i llimoners i amb productes hortícoles. L'entrada té un caminal plantat de moreres , i hi ha una plaça arbrada amb lledoners i plàtans.

## Història
Es troba a la Partida del Roquís, sota la carretera d'Alcolea. Aquest mas abans s'havia anomenat mas de Coll. L'any 1822 hi va haver en aquell indret un sagnant combat entre forces absolutistes i la milícia nacional de Reus, i hom parlà d'un elevat nombre de morts. Algunes versions (Gras i Elies. Historia de las ermitas de Reus, 1909, pàg. 23) diuen que, ocupat el mas pels absolutistes, van emmetzinar l'aigua de la font abans de batre's en retirada, i que els milicians en arribar assedegats, morien després de beure. Restablerta la pau, cada any s'hi deia una missa per les ànimes de les víctimes. En record de la mortaldat, la família Coll, hi va edificar una capella dedicada a les ànimes del Purgatori que tenia una inscripció a la paret exterior que tocava a la carretera que deia: «Devotos caminantes acordaos de las almas del Purgatorio». La capella es componia d'un retaule a l'oli representant el purgatori, davant del qual s'encenia una llàntia tots els dissabtes a la nit. Posteriorment es va edificar una altra capella degut al mal estat de l'original. Més tard el va adquirir l'advocat Ramon Vidiella. De l'antiga capella només en queden algunes restes. Actualment, els terrenys del mas, i el mateix mas, que es conserva, són una zona de terrenys per a la petita indústria, anomenat Polígon del Mas de les Ànimes, que des dels anys setanta del segle xx congrega una gran quantitat de naus, de tipologies molt diverses, destinades a usos logístics, comercials i industrials. Per la rodalia s'han fet troballes prehistòriques i s'hi ha descobert terrissa romana.